# Chiesa di San Giorgio (Hattingen)
La chiesa di San Giorgio (in tedesco Kirche Sankt Georg) è un edificio religioso evangelico di Hattingen. Si trova in Kirchplatz, nel centro storico della cittadina.

## Storia
Fu edificata verso il 1200 in arenaria della Ruhr. Nel 1972, nel corso di scavi interni alla chiesa, furono scoperte le basi di un pilastro romanico e di due colonne posteriori all'anno 820. La chiesa costituì il fulcro dello sviluppo della città.
Tra il 1424 e il 1429 la guerra distrusse Hattingen e la chiesa. Dopo la ricostruzione si conservano ancora piedritti di volta, finestre a sesto acuto murate, costole e chiavi di volta sopra e dietro la cassa dell'organo. Si trattava probabilmente di una volta a crociera bassa a tre navate, sostenuta da sei pilastri di pietra. La riedificazione si concluse intorno al 1450.
Quando nel 1804 la fatiscenza dell'edificio causò il cedimento di una pietra della volta, le funzioni religiose restarono sospese. Negli anni 1807-1810 fu eseguito un restauro che sostituì la volta con un tavolato ligneo e rimosse l'allestimento barocco, murando altresì nicchie, finestre e varchi. L'intonaco bianco originario dell'edificio fu rimosso nel 1932, rendendo visibili le vestigia di tutti questi elementi.
Nel 1976 fu realizzata la copertura in ardesia del campanile. La torre misura 56,73 m con il galletto segnavento, incluso il quale la torre anteriore al 1807 doveva essere ancora più alta. Si caratterizza per una guglia gotica nettamente inclinata a sud ovest, che include il campanile tra le circa novanta torri pendenti d'Europa. L'inclinazione dovrebbe avere lo scopo di proteggere la navata della chiesa dall'eventuale caduta della guglia stessa, quante volte bruciasse colpita da un fulmine. Una voce popolare la spiega però come la vendetta di un carpentiere malpagato.
La chiesa è dedicata a San Giorgio, che è raffigurato anche sullo stemma della città, ma dopo la Riforma protestante il nome è caduto in disuso fino all'inizio del XX secolo.

## Allestimenti
L'organo è stato costruito nel 1830 dall'organaro Christian Roetzel di Alpe nel Bergisches Land.
Le dieci vetrate con i loro venti motivi biblici furono disegnate da Eduard Bischoff di Gelsenkirchen e installate nel 1950.
Degne di nota sono le ventisei lapidi, la più antica delle quali risale al 1617, nel giardinetto circostante la chiesa come parte del vecchio cimitero dove la parrocchia di Hattingen ha sepolto i propri defunti fino al 31 marzo 1813. Le ultime tombe furono spianate nel 1848.
C'è inoltre un monumento che ricorda i caduti della guerra franco-prussiana.
Fuori dal cimitero, verso est, si trova lo Heilig-Geist-Spital. Poiché nel medioevo la cura familiare dei malati e degli anziani in città non era altrettanto valida come in campagna, l'Ordine ospedaliero dello Spirito Santo, ottenute delle donazioni, fondò nel 1474 un ospedale e una locanda, gestiti da due amministratori. Essi considerarono la povertà ed esortarono i poveri abili al lavoro alla collaborazione. Nel 1780 l'edificio fu rinnovato e fino al 1919 funse da ospizio per i poveri e orfanotrofio. Alcuni orfani ospiti dell'istituto vivono ancora a Hattingen.

## Campane
Le quattro campane della torre furono installate nel 1950, dopo aver annunciato l'apertura del congresso della Chiesa evangelica di Essen. Sono prodotte in acciaio fuso e recano le seguenti iscrizioni:
- I. (nota la0, 2800 kg) O Land, Land, Land, höre des Herrn Wort («Terra, terra, terra, ascolta la parola del Signore»
- II. (nota do1, 1900 kg) Ein feste Burg ist unser Gott («Solida fortezza è il nostro Dio»)
- III. (nota re1, 1350 kg) Sei getreu bis an den Tod, so will ich dir die Krone des Lebens geben («Si' fedele fino alla morte, così io ti darò la corona della vita»)
- IV. (nota fa1, 780 kg) Johannes der Täufer bin ich genannt. Ich rufe weithin über das Land, dass unser Heiland Jesus Christ der einzige Weg zum Himmel ist («Mi chiamano Giovanni il Battista. Grido a tutta la terra che il nostro salvatore Gesù Cristo è l'unica via per il cielo»)

La III e la IV campana in sequenza suonano i quarti d'ora, la I le ore.